# Clara de Chatelain
Clara de Chatelain, geborene Clara Du Mazet de Pontigny, (* 31. Juli 1807 in London; † 30. Juni 1876 ebenda) war eine englische Schriftstellerin, Komponistin und Übersetzerin. Sie schrieb häufig unter Pseudonymen wie Leopold Wray, Cornélie de B., Rosalia Santa Croce und Leopoldine Ziska.

## Leben
Clara de Chatelain wurde in London als Tochter des Franzosen M. de Pontigny und einer Engländerin geboren. Noch in Frankreich lebend schrieb sie 1826 eine Elegie über Jacques-Louis Davids Tod. Nach ihrer Rückkehr nach England 1827 schrieb sie meist unter ihrem Pseudonym Leopold Wray, zudem verfasste sie Artikel für diverse Zeitschriften wie Reynolds's Miscellany, London Society, The Queen, Chambers's Journal und Le Courrier de l'Europe. Am 13. April 1843 heiratete sie J. B. F. Ernest de Chatelain, mit dem sie oft durch den New Forest wanderte. Das Paar war mit Victor Hugo und dessen Frau während ihres Aufenthalts in Jersey und Guernsey befreundet.
Clara de Chatelain war eine fruchtbare Schriftstellerin: Sie übersetzte über 400 Lieder für Musikverlage, u. a. für Wessell, Myers und Schott; ihre Märchenbücher enthalten 140 selbst verfasste Märchen und 50 Nacherzählungen von klassischen Märchen. Zudem schrieb sie auch 16 Handbücher. Eine ihrer letzten Arbeiten war es, das italienische Libretto von Lucia di Lammermoor ins Englische zu übersetzen.
Sie starb krank in London und wurde in Lyndhurst am 7. Juli 1876 begraben. Sie hinterließ viele unveröffentlichte Werke, darunter ein Roman The Queen of the Spa und eine Kurzgeschichte Our New Governors.

## Werke (Auswahl)
- The Silver Swan: a fairy tale, 1847
- Handbook of the Four Elements of Vocalisation, 1850
- Child’s Own Book of Fairy Tales, 1850
- Merry Tales for Little Folk, 1851
- Little Folks’ Books, 1857
- The Sedan Chair; and, Sir Wilfrid’s seven flights, 1866
- Truly Noble, 1870